# Сангушко Фёдорович
Сангушко Фёдорович, известный как Сангу́шко Фе́дькович (ум. 1455) — государственный и военный деятель Великого княжества Литовского, князь ратненский и каширский (1433—1455).

## Биография
Представитель литовского княжеского рода Сангушко герба «Погоня». Сын князя ратненского, любомльского и кобринского Фёдора Ольгердовича и внук великого князя литовского Гедимина. Братья — князь кобринский Роман Фёдорович (ум. после 1416) и князь кросничинский Гурко Фёдорович (ум. после 1429).
Сангушко Фёдорович унаследовал от своего отца города Ратно, Ковель, Любомль, Выжву и Коширск. Во время разграничения между Польшей и Литвой, проводившегося Василием Тышкевичем и Войцехом Ленартовичем, комиссар, который проводил границу в окрестностях Ратна, Ковеля, Любомли и Вижвы, записал: «князь Сендюшко заложил владения, которые держал: Ковель, Ратно, Любомль и Вижву, а также окрестные сёла», для Вижовских ловов, также между Ратно и Вижвой расположенные, когда Ратно и Любомль, при короле Казимире Ягеллончике, были присоединены к польской короне.
Деятельность Сангушко во время правления великих князей литовских Витовта и Свидригайло до 1432 года неизвестна. В 1432 году после вступления на великокняжеский престол Сигизмунда Кейстутовича Сангушко признал свою ленную зависимость от нового господаря. В ответ Сигизмунд Кейстутович пожаловал ему в дополнение к Каширску (Камень-Каширский) имение Тростяницу, а польский король Владислав подтвердил его права на владение Ратно с окрестными сёлами, добавив к ним имение Кросничин.
В 1433 году князь Сангушко Федькович подтвердил, что получил от короля в «держание» имение Ратно с окрестностями, но в связи с разорением её во время военных действий, ему была дана усадьба Кросничин, которая прежде принадлежала сыновьям князя Гурко Фёдоровича и племянникам Сангушко.
Политика Сигизмунда Кейстутовича вынудила[уточнить] князя Сангушко примкнуть к Свидригайло Ольгердовичу. В 1438 году он упоминается в числе сторонников Свидригайло, который под рекомендации «верного себе князя Сангушко», принял в своё подданство выходца из Северской земли Богуша Овркича Тимоха. После перехода на сторону Свидригайло Сангушко лишился имения Ратно, на которую он совершил наезд, чтобы вернуть права на него. Сангушко захватил замок и убил королевского бургграфа. В 1441 году король польский конфисковал у князя Сангушко Камень-Каширский, который он держал до того и отдал старосте хелмскому Дерслалову из Рытвян.
После вступления Казимира Ягеллончика на литовский великокняжеский престол в 1440 году к нему прибыли «князья Сангушковичи» (князь Сангушко с сыновьями) с князьями и боярами волынскими и, присягнув, следовали за ним до Вильны. Великий князь Казимир вернул князю Сангушко отобранные имения. В 1443 году он уведомил жителей Ратна и Ветлы, что отдал эти места князю Сангушко как наследнику своей «отчины», а затем добавил ему сёла Коростичи, Олешковичи и Щославичи, прилегающие к Тростянице в Каменецком повете, а также два села в Берестейском воеводстве.
В 1454 году князь Сангушко Федькович как дядя князя Семёна Романовича Кобринского был свидетелем при составлении завещания его жене. Вскоре после этого он скончался.
Род князя Сангушко Фёдоровича вписан в синодик Киево-Печерской Лавры.
По завещанию князь Сангушко отписал своей жене Анне сёла: Тростяницы, Дзесюхичи, Нуйно, Грабов, Березов и монастырь Мильчи, а в 1463 году княгиня Анна Сангушко получила королевский привилей на имение Тростяницы, которое затем унаследовали её дети.
Анна Сангушко скончалась перед 1475 годом. В этом году король Казимир Ягеллончик, взамен Тростяницы в Каменецком повете, пожалованной великим князем Сигизмундом князю Сангушко, которой после него до самой смерти владела его жена и которую король забрал себе, теперь передал эту усадьбу её сыновьям Александру и Михаилу Сангушковичам. Также Казимир Ягеллончик пожаловал им имение Сошно в Берестейском повете, усадьбы Хвалимичи, Заечицы и Шишковичи во Владимирском повете.

## Дети
- Василий Сангушкович (ум. до 1475), князь ратненский (1455 — до 1475), наместник брацлавский и винницкий (1443—1445)
- Иван Сангушкович (ум. до 1475), князь каширский (1455 — до 1475)
- Александр Сангушкович (ум. после 1491), князь каширский (до 1475 — после 1491), староста владимирский и кременецкий
- Михаил Сангушкович (ум. после 1511), князь ковельский (после 1455 — после 1511).